# Union nationale pour l'indépendance et la révolution
L'Union nationale pour l'indépendance et la révolution ou UNIR est un parti politique tchadien entre 1984 et 1990. Le parti est interdit six ans plus tard par Idriss Déby (1990-2021) lorsqu'il prit le pouvoir en renversant Hissène Habré.